# Przełęcz Bukowina
Przełęcz Bukowina – przełęcz w Beskidzie Sądeckim położona na wysokości 993 m n.p.m. w głównej grani Pasma Jaworzyny Krynickiej, pomiędzy szczytami: Hala Pisana (1044 m) i niemającym nazwy wierzchołkiem o wysokości 1012 m. Porasta ją bukowy las. Poniżej przełęczy, na jej południowych stokach znajduje się polana o tej samej nazwie Bukowina. 

## Szlaki turystyczne
Główny Szlak Beskidzki, odcinek: Rytro – Schronisko Cyrla – Przełęcz Bukowina – Hala Pisana – Schronisko PTTK na Hali Łabowskiej – Runek – Jaworzyna Krynicka – Krynica-Zdrój
 żółty szlak z Piwnicznej-Zdroju przez Granicę, Szałasy Jarzębackie, polanę Bukowina, Przełęcz Bukowina, Halę Pisaną, Sokołowską Górę i Wielki Groń do Frycowej
 przełęcz Bukowina – Złotne (4,6 km)

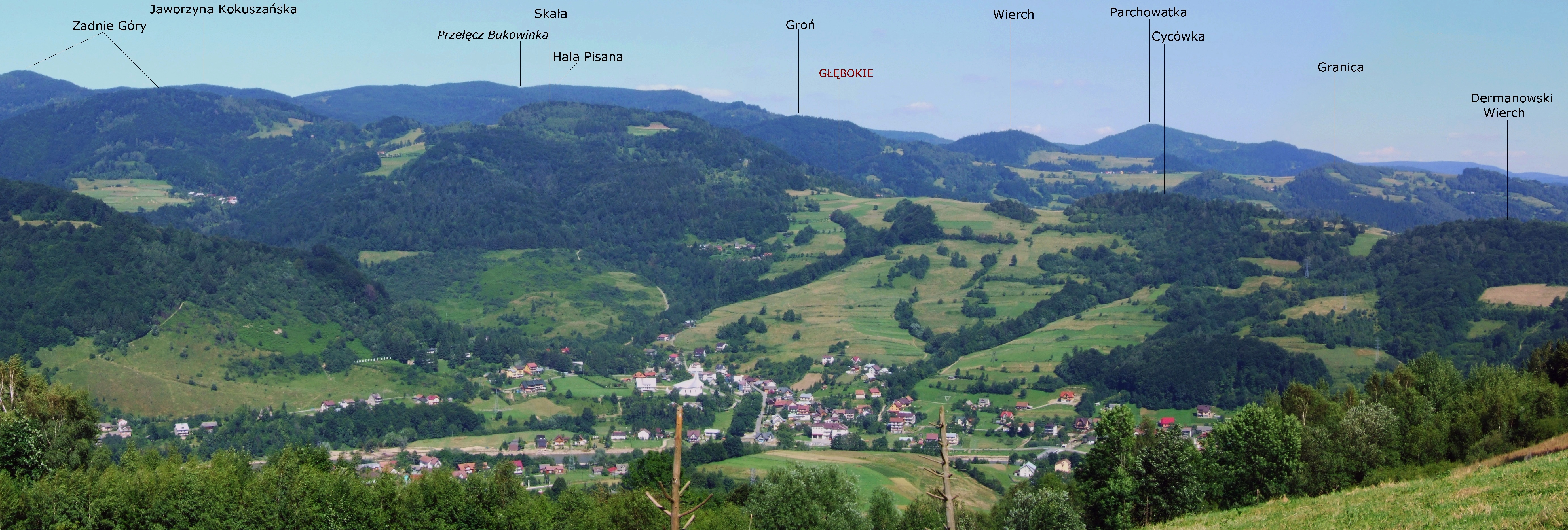